# 하태원
하태원(河太沅, Ha Taewon ? ~ ? 년)는 조선 중기의 유학자이자 문인으로 본관은 진양(晉陽), 아버지는 증 좌찬성 하경담이다. 조부는 정2품 자헌대부를 지낸 하설이며, 증조부는 무관으로 어모장군에 이르렀으며 고조부는 내금위 어모장군을 지낸 하한공 장군이다. 또한 하태원은 세종조 명재상으로 영의정을 지낸 하연 선생의 문효공파 직계 후손으로 진양하씨 사직공파 사천조동 문중을 창문(創門)한 제1세가 된 인물이다.

## 생애
하태원은 타고난 성품이 온화하고 너그러워 친인척은 물론, 주위 사람들과 다툼이 전혀 없었으며, 논쟁이 나면 먼저 양보하고 물러서는 등 주위 사람들은 그를 사천조동의 '도학군자(道學君子)라고 칭송했다. 이러한 배경에는 하문의 본거에서 어떤 문제로 논란이 일어났을 때 그 당시 하태원은 집안의 논란에 관여하기 싫어서 가솔(家率) 전체를 이끌고 사천조동으로 이사하면서 사천조동 문중(泗川槽洞 門中)이 창문(創門)되기에 이르렀다. 그의 후손들은 사천조동에서 번창하여 새로운 세거지를 형성하였다. 또한 그의 자손들 중에는 계속해서 조정에 출사하는 등 문무신과 유학자가 배출되었다. 한편 그는 선조들의 행적과 유산을 상고하여 정리한《진양인물고》(晉陽人物考)와 자신의 주요 시서(詩書)와 수행문을 정리한《잠서록》(箴書錄)을 집필하여 남겼으나, 격동기 한말에 이르러서 후손들이 불민하여 이를 보존치 못하여 망실한 탓에 하문이 고려조에 이어 조선조에 이르기까지의 귀중한 역사적 가치를 보다 더 상고하는 기회를 놓치고 말았다.

## 가계
- 증조부 : 하숙(河淑)(어모장군
  - 조부 :  하설(河說)(자헌대부)
  - 조모 : 정부인 의성김씨

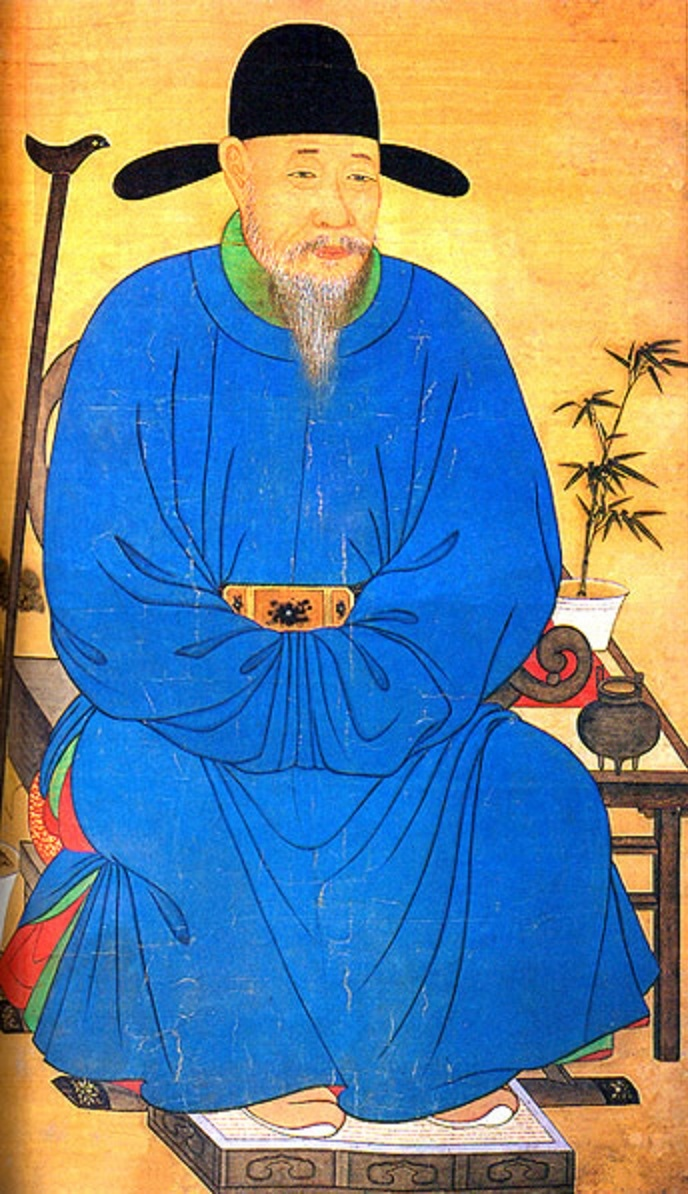
직계선조인 하연 선생

    - 아버지 : 하경담(河慶淡), (증좌찬성)
    - 어머니 : 상주주씨
      - 부인 : 밀양박씨
        - 아들 :  하도 (유학자)
        - 며느리 : 경주이씨
          - 손자 :  하응철(河應澈, 가선대부)
          - 손부 : 밀양박씨
            - 증손 :  하만석(河萬錫, 지중추부사)
            - 증손부 : 정부인 전주이씨
              - 고손 : 하유서(河有瑞, 유학자)
              - 고손부 : 경주최씨

#### 직계 후손
- 하장수(10세손, 서예가, 사회운동가)
- 하재세(11세손, 유학자, 교육자)
- 하승무(13세손, 역사신학자, 시인)[2][3][4]

## 참고 자료
- 晉陽河氏大同譜(乾隆丙子譜,1756년)
- 晉陽河氏大同譜(乾隆壬辰譜,1772년)
- 晉陽河氏大同譜(乾隆乙酉譜,1789년)
- 晉陽河氏大同譜(道光戊子譜,1828년)
- 晉陽河氏大同譜(咸豐丁巳譜,1857년)
- 晉陽河氏大同譜(戊午譜,1858년)
- 晉陽河氏大同譜(庚辰譜,1880년)
- 晉陽河氏大同譜(庚子譜,1900년)
- 晉陽河氏大同譜(甲寅譜,1914년)
- 晉陽河氏大同譜(丁巳譜,1917년)
- 晉陽河氏大同譜(甲子譜,1924년)
- 晉陽河氏大同譜(戊辰譜,1928년)
- 晉陽河氏大同譜(壬辰譜,1952년)
- 晉陽河氏大同譜(乙未譜,1955년)
- 晉陽河氏大同譜(丁酉譜,1957년)
- 晉陽河氏大同譜(庚子譜,1960년)
- 晉陽河氏大同譜(乙酉譜,1969년)
- 晉陽河氏大同譜(甲子譜,1984년)
- 晉陽河氏大同譜(庚辰譜,2000년, 인제대학교 족보도서관 전자판)
- 河承武의 晉陽河氏 家門人物硏究(2015년)